# Tutela legale
La tutela legale, tutela giudiziaria o protezione giuridica è un contratto di assicurazione con il quale l'assicuratore, a fronte del pagamento di un premio, si obbliga a tenere a suo carico le spese legali e peritali e a fornire prestazioni di altra natura, come ad esempio la consulenza legale, necessarie all'assicurato per la difesa dei suoi interessi in sede giudiziale, in ogni tipo di procedimento, o in sede extragiudiziale, soprattutto allo scopo di conseguire il risarcimento dei danni subiti o per difendersi contro una domanda di risarcimento avanzata nei suoi confronti.
Questa forma di assicurazione consente di affrontare una controversia legale o un processo con la serenità di essere sempre e comunque difesi. Talvolta, infatti, si tende a non difendere fino in fondo i propri interessi per paura di essere svantaggiati rispetto alla controparte, che appare economicamente più forte e quindi con maggiori possibilità di ottenere migliore assistenza legale, e consapevoli di non essere in grado di affrontare ingenti spese legali.
Le prime forme di questa assicurazione furono realizzate in Francia nel XIX secolo: si trattava di garanzie a favore di medici per la riscossione degli onorari e per difenderli a fronte di loro eventuali responsabilità professionali. Le prime polizze, così come le intendiamo oggi, sono state realizzate dalla società Defense Automobile et Sportive in Francia nel 1917, e più precisamente nella città di Le Mans, per offrire una protezione ai partecipanti alla famosissima gara automobilistica della 24 Ore di Le Mans, per tutelarli nel caso avessero causato incidenti gravi.
Le assicurazioni di tutela legale rappresentano un mercato mondiale di circa 9,9 miliardi di euro .

## Normative locali
La tutela legale è regolamentata dalla Direttiva Solvibilità II (2009/138/CE, articoli 198 - 205).
Il mercato italiano rappresenta poco più del 4% del totale, con 392 milioni di euro di raccolta premi nel 2016.